# When the Day Breaks
When the Day Breaks ist ein kanadischer animierter Kurzfilm von Amanda Forbis und Wendy Tilby aus dem Jahr 1999.

## Handlung
Der Tag beginnt. Ein Hahn geht nach dem Frühstück einkaufen. Schweinedame Ruby bemerkt während des Kartoffelschälens, dass sie keine Milch mehr zu Hause hat, und geht ebenfalls einkaufen. An der Tür des Lebensmittelladens stößt sie mit dem Hahn zusammen und eine Zitrone fällt aus seinem Einkaufsbeutel in die Kanalisation. Im Laden hört Ruby schließlich das Geräusch eines Autounfalls – der überfahrene, tote Hahn wird abtransportiert, als Ruby aus dem Laden kommt.
Zurück zu Hause zieht Ruby still die Jalousie zur düsteren Stadt hinunter. Über den Stecker des laufenden Wasserkochers zeigt sich ihre Verbindung zum Rest der Stadt. Der Strom der Steckdose ermöglicht es einer Kuh zu bügeln, über die Elektrizität der Lampe führt der Weg zu einem telefonierenden Hasen, in dessen Zimmer andere Tiere fernsehen. Eine Ziege rasiert sich beim Radiohören, das Abwasser führt zur Zitrone des Hahns in der Kanalisation und von dort zum tropfenden Wasserhahn in der Wohnung des toten Hahns. Hier liegt immer noch das angebissene Toastbrot. Über den Toaster geht die Verbindung weiter zu Rubys Wasserkocher, in dem nun das Wasser kocht. Ruby zieht den Stecker, brüht sich Kaffee auf und isst ihr Frühstück – Kartoffelschalen in Milch. Sie lässt die Jalousie hoch, es ist heller Tag.  

## Produktion
Wendy Tilby und Amanda Forbis hatten sich 1985 auf dem Emily Carr Institute of Art and Design in British Columbia kennengelernt. Beide arbeiteten rund vier Jahre an When the Day Breaks, der aufwändig animiert wurde. Zunächst filmten beide die Szenen in Hi8, kopierten sie auf Video und druckten die einzelnen Frames auf Thermopapier, das wiederum kopiert wurde. Die einzelnen Bilder wurden schließlich direkt auf die Kopien mit Ölfarbe gezeichnet.
Die Lieder im Film werden von Martha Wainwright und Chaim Tannenbaum gesungen.

## Auszeichnungen
When the Day Breaks wurde mit zahlreichen internationalen Preisen, darunter der Goldenen Palme der Internationalen Filmfestspiele von Cannes in der Kategorie „Bester Kurzfilm“ und dem Cristal d’Annecy des Festival d’Animation Annecy, ausgezeichnet.
When the Day Breaks wurde 2000 für einen Oscar in der Kategorie „Bester animierter Kurzfilm“ nominiert, konnte sich jedoch nicht gegen The Old Man and the Sea durchsetzen.